# Empogona glabra
Empogona glabra là một loài thực vật có hoa trong họ Thiến thảo. Loài này được (K.Schum.) Tosh & Robbr. mô tả khoa học đầu tiên năm 2009.